# 해머스미스 & 시티 선
해머스미스 & 시티 선(Hammersmith & City line)은 런던 지하철의 노선이다. 해머스미스(Hammersmith)와 바킹(Barking) 간을 오가며, 노선색은 분홍색이다. 총 연장 15.8 마일 (25.5 km)에 29개의 역을 제공한다. 패딩턴(Paddington)과 보우로드(Bow Road) 사이의 중앙 구간을 지하로 오가는데, 패링던(Farringdon)과 알드게이트 이스트(Aldgate East) 사이에 시티오브런던 구역을 지나게 된다. 터널은 저심도로, 브리티시 본선(British main lines)의 터널과 비슷한 크기이다. 대부분의 선로와 모든 역은 디스트릭트, 서클, 메트로폴리탄선 등 저심도 지하철 노선의 일부와 공유되며, 이 노선과 서클 선이 공유하는 구간에서 매년 1억 1,400만 건의 승객이 오갔다.
1863년에 메트로폴리탄 철도(Metropolitan Railway)는 패딩턴과 패링던 사이에 세계 최초로 목조 객차와 증기 기관차가 있는 지하철 서비스를 시작했다. 다음 해 서쪽으로 패딩턴에서 해머스미스(Hammersmith)까지의 철도가 개통되었고 곧 메트로폴리탄과 그레이트 웨스턴 철도(Great Western Railway)가 공동 소유하고 운영하게 되었다. 이 선은 차차 동쪽으로 확장되어 1884년 이스트 런던 철도(East London Railway)에 이르렀다. 이 선로는 1906년에 전철화 되었고, 1936년에 메트로폴리탄 철도가 런던 여객 수송위원회에 흡수 된 후 일부 해머 스미스 & 시티 철도가 이전의 디스트릭트 철도 선을 통해 바킹 역 까지 운행하는 것으로 바뀌었다. 해머 스미스 & 시티 노선은 1990년까지 메트로폴리탄 선의 일부로 튜브 맵에 표시되었다. 이후 별도의 노선으로 표시되었다.
선로 및 신호 시스템이 업그레이드되고 있으며, 오래된 6량짜리 C 차량(C Stock)이 2019 년까지 용량을 65% 증가시키는 계획에서 새로운 7량짜리 S 차량 (S Stock)으로 대체되었다.
이 노선은 패딩턴과 웨스트본 파크 사이의 그레이트 웨스턴 메인선과 평행을 이루며, 웨스트햄과 바킹 사이의 런던, 틸버리 & 사우스엔드 철도와 평행을 이룬다.

## 역사

### 메트로폴리탄 철도
메트로폴리탄 철도 (이하 Met)가 건설한 첫 노선은 패딩턴(Paddington)에서 시티오브런던 인근의 스미스필드(Smithfield) 까지의 구간이었다. 이 노선은 1863년 1월 10일에 개통된 세계 최초의 지하철로, 증기기관차에 의해 끌려오는 가스 조명 목조 객차로 이루어졌다. 이 노선은 뉴로드(New Road)에서  개착식 공법을 사용하여 지어졌으며, 패딩턴과 킹스크로스 사이의 터널과 패링던 로드 도로 인근에 위치했다. Met 및 그레이트 웨스턴 철도(GWR)에 의해 지원되는 해머스미스 & 시티 철도(the Hammersmith & City Railway , H&CR)는 패딩턴 역 서쪽 GWR의 본선에서 셰퍼드 부시와 해머스미스의 교외 개발 구역에 까지 건설되었다. 1864년 6월 13일 GWR 서비스를 통한, 패링던에서 해머스미스 간의 노선이 넓은 평지를 가로질러 고가로 건설되었으며, 몇 주 후, 웨스트 런던 철도(West London Railway)의 애디슨 로드(Addison Road, 현재의 켄징턴 (올림피아) 역)에서 라티머 로드(Latimer Road)로 연결되었다. 1865년부터 해머스미스와 GWR 열차가 애디슨 로드로 열차를 운행했다. 1867년에 이 노선은 두 회사가 공동 소유했다. 1871년 웨스트본 파크(Westbourne Park)와 패딩턴 사이의 GWR과 평행 한 두 개의 추가 노선이 H&CR에 사용되었고 1878년 웨스트본 파크의 평면 교차점이 dive-under로 대체되었다. 1 년 앞서, 런던 & 사우스 웨스턴 철도(London & South Western Railway)의 해머스미스(그로브로드)역(Hammersmith (Grove Road))과 리치먼드 행 노선을 통해 일부 서비스가 연장되었다.
철도는 패링던의 동쪽으로 확장되었고, 1876년 11월 18일에 알드게이트 종착역이 문을 열었다. Met는 이스트 런던 철도(ELR)를 통해 사우스 런던 철도(South Eastern Railway)에 접근하고 맨션 하우스역에서 Met의 알드게이트 역까지, 알드게이트에서 동쪽으로 화이트채플의 ELR에 도달하기 위해 디스트릭트 철도와 공동으로 건설하기를 원했다. 1884년 10월에 Met는 일부 해머스미스 서비스를 ELR을 통해 뉴크로스(New Cross)로 확장했다.
1902년 화이트채플 & 보우 철도(Whitechapel & Bow Railway)가 개통하였고, 브롬리바이보우역 서쪽의 화이트채플에 있는 디스트릭트 철도를 보우와 런던, 틸버리 & 서던 철도(LT&SR)에 연결하고 일부 디스트릭트 서비스를 화이트채플에서 이스트햄으로 연장했다.
노선이 1906년에 리치먼드로 옮겨졌을때 철수되었고, 서부 종착지는 해머스미스와 켄싱턴(애디슨 로드)가 되었고, 이스트 서비스는 ELR이 1914년에 전철화되고 서비스가 해머스미스에서 뉴크로스(SER) 및 뉴크로스(LB & SCR)에 이르기까지 ELR에서 화이트채플로 전환되었다. 6량 전기 동력분산식 열차는 GWR이 Met에 판매한 1923년까지 Met 및 GWR이 공동 소유했다.

### 런던 여객 운송위원회
1933년 7월 1일 메트로폴리탄 철도는 다른 지하철, 트램웨이 회사 및 버스 운영 업체와 합병되어 런던 여객 운송위원회(London Passenger Transport Board)를 구성했다. 1936년 화이트채플역 동부 디스트릭트선에서 혼잡함을 완화하기 위해 해머스미스발 열차 일부가 이스트 런던 선에서 바킹 행으로 전환되었다. 1939년 11월 뉴크로스(New Cross)와 뉴크로스게이트(New Cross Gate)로 가는 열차를 통해, 해머스미스 & 시티 선 열차가 화이트채플 종착역을 지난후 더 긴 8량의 옥스브리지 선 열차가 바킹 행으로 운행했다. 그러나 이로 인해 운영상의 문제가 발생했으며 1941년부터 해머스미스 - 바킹 간 열차가 다시 나왔다.
1937년부터 경비원이 원격으로 운영하는 문이 있는 새 강철 차체 O형 차량(O stock)이 1906년부터 쓰여온 목조 차체 열차를 대체했다. 4~6량 편성으로 새로운 열차를 운행하는 것이 목적 이었지만, 견인 전류에 대한 초기 문제가 발생한 후에는 6량 편성 만이 사용되었다. 라티머 로드의 커브를 통한 켄싱턴(올림피아) 행 서비스는 1940년 웨스트 런던 선의 폭탄 피해로 중단되었으며 전쟁 후 재개되지 않았다. 1959년과 1960년 6량 편성의 유사한 열차가 서클 선에서 운행하였으며, 두 노선의 차량의 유지 및 보수를 해머스미스 차량기지로 통합시켰다. 통합되었다. 알루미늄 C형 차량은, 1970년대부터 장내 방송 설비를 사용하고 원래의 도색되지 않은 열차를 대체했다. 1인 승무는 1972년에 제안되었지만 노동 조합과의 충돌로 인해 1984년까지 도입되지 않았다.

### 별도의 노선으로 분리
해머스미스와 바킹 간의 경로는 메트로폴리탄선의 일부로 노선도에 표시되었지만, 1990년부터 별도로 표시되었으므로, 메트로폴리탄 노선은 알드게이트에서 베이커 스트리트(Baker Street)로, 북쪽으로는 "Metro-Land"를 통해 옥스리지(Uxbridge), 왓퍼드 및 아머셤으로 연결된다. 2003년에 해머스미스 & 시티 선의 인프라는 메트로넷 컨소시엄이 관리하는 공공-민간 파트너쉽에서 부분적으로 민영화되었다. 메트로넷은 2007년에 행정부에 들어갔고 지방 정부 기관인 런던교통공사가 책임을 맡았다. 새로운 크로스레일 지하철 노선을 위한 화이트채플(Whitechapel) 역의 재건축으로 반대 플랫폼을 사용하지 말 것을 요구했으며 2009년 12월부터 모든 서비스가 Plaistow 또는 Barking으로 확장되었다.
C형 차량이 2010년대에 S7형 차량으로 대체되었다. 1차 도입분은 2012년 7월 6일 해머스미스 & 시티 선에 서비스를 시작했으며, 2012년 12월 9일 해머스미스 - 바킹 간에서 운영되기 전에 해머스미스와 무어게이트(Moorgate) 간의 셔틀 서비스가 실시되었다. 2014년 3월부로 모든 서비스에 S7형 차량을 운행하게 되었다.

## 노선도
이 노선은 15.8 마일 (25.5 km)의 길이에 29개의 역이 있다. 선로의 거의 대부분이 다른 런던 지하철의 저심도 노선과 공유하는데, 서클선의 해머스미스~베이커 스트리트 구간, 서클 선 & 메트로폴리탄 선의 베이커 스트리트~알드게이트 구간, 디스트릭트 선의 알드게이트 이스트역~바킹 구간이 있다. 모든 역은 다른 노선과 환승이 가능하다.
이 노선은 제4궤조를 통해 직류로 전류를 공급 받는다. 중심 급전 궤도는 -210V로 통전되고, 주행 궤도 외부의 급전 궤도는 +420V로, 전위차가 630V가 된다. 해머스미스 종착역에서 웨스트본 파크역 까지 2-마일-35-체인 (3.9 km)의 복선 철도는 20-피트 (6.1 m) 높이의 고가 육교에 있다. 웨스트본 파크 역을 지난 후 로열 오크역에서 다시 지표로 돌아와 그레이트웨스턴 본선 바로 아래를 지나고, 본선을 따라 패딩턴역까지 운행한다. 이 노선은 플랫폼의 끝 부분에 있는 개착식 터널로 들어가고 프레드 스트리트 정션(Praed Street Junction)의 베이스워터(Bayswater)서 서클 선을 만나 에지웨어로드 역을 통과한다. 킹스크로스 세인트판크라스역을 지난 후 탬스링크 서비스에 사용되는 City Widened Lines가 있는 Ray Street Gridiron 아래로 지나간다. 무어게이트역에는 베이 플랫폼(bay platform, 한쪽 끝에만 승차되는 승강장)이 있다. 알드게이트 역 직전에 서클•메트로폴리탄 노선에서 알드게이트 이스트 역까지 노선이 서로 다르다. 이 노선은 화이트채플 역에서 런던 오버그라운드를지나 2-마일 (3.2 km) 떨어진 구 화이트채플 & 보우 철도(Whitechapel & Bow Railway)에서 보우 로드역으로 이어지고, 그리고 브롬리바이보우로 가면 펜처치 스트리트역의 런던, 틸버리 및 사우스엔드 선과 함께 운행된다. 다음 역인 웨스트햄역에는 주빌리선, 도클랜즈 경전철, c2c와 교차한다. 다음 역으로 베이 플랫폼인 플래이스토우역을 거쳐 2개의 역을 지난 후 바킹역에서 종착한다.

## 서비스
2012년 12월 기준 피크 외에는 시간당 6대의 열차가 있으며, 모든 역에 정차하고, 피크 시간에는 15대의 열차를 운용한다. 서클 선과 함께, 매년 1억 1400만명의 이용객기 있다. 해머스미스에서 바킹까지는 (혼잡 시간대를 제외하면) 61분이 소요된다. 패딩턴에서 알드게이트 이스트까지의 중앙 구간은 런던 요금 1구역, 서쪽으로 해머스미스까지, 동쪽으로 브롬리바이보우까지는 2구역에 속한다. 바킹과 이스트햄 구간은 4구역에 있다.

## 철도 차량

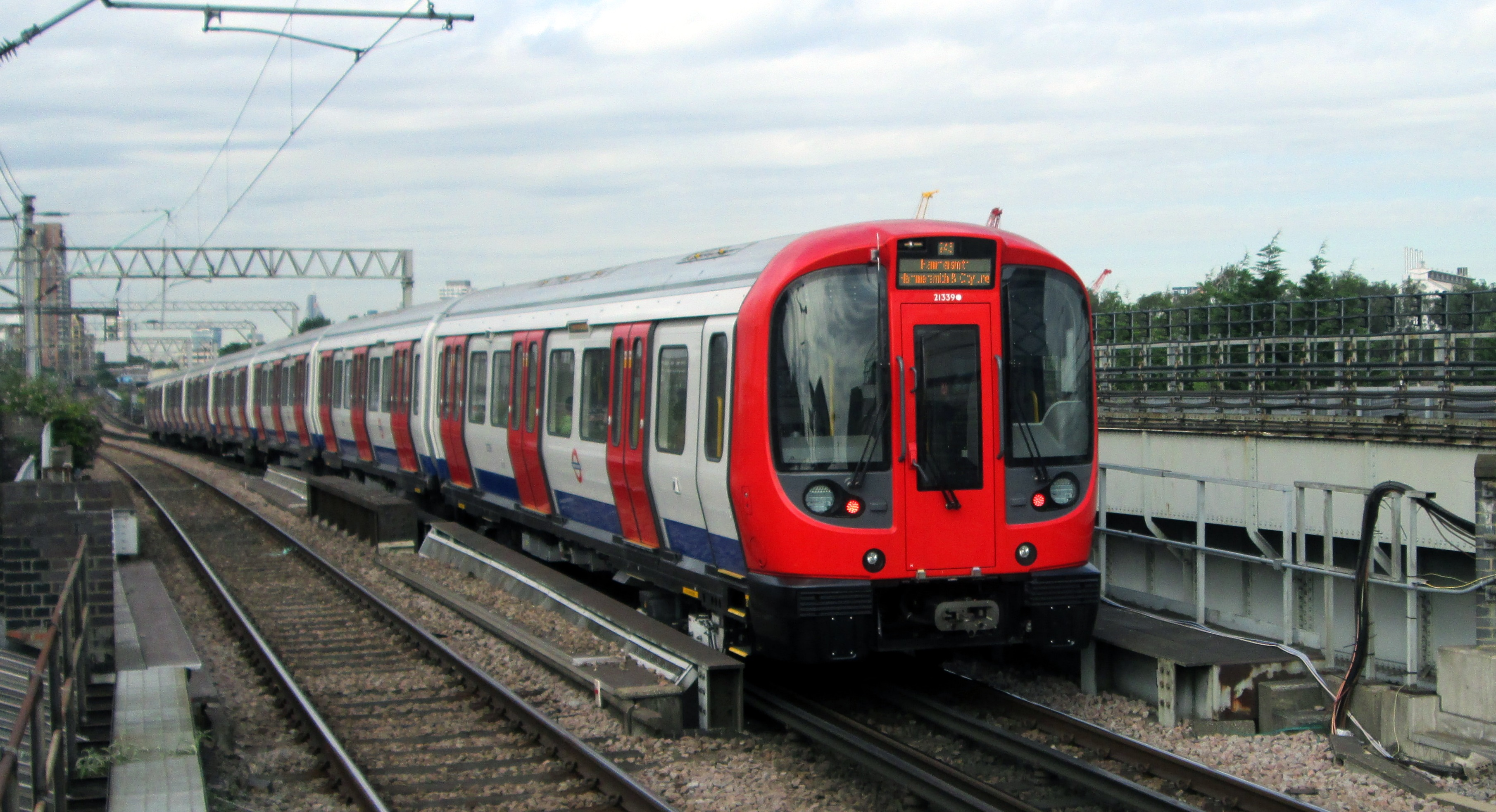
웨스트햄역에 정차한 S7 차량

현재 운용되는 차량인 봄바디어의 모바이아(Movia) 제품군의 일부인 7량의 S 차량(S Stock)이 있다. 냉방 장치가 되어 있으며, 이는 (고심도 튜브 터널과 달리) 저심도의 터널로 냉방 장치에서 배출되는 뜨거운 공기를 분산 시킬 수 있기 때문이다. 이 열차는 회생 제동을 사용하여 에너지의 약 20%를 네트워크에 반환한다. 최고 속도는 62 mph (100 km/h)이다. 7량의 S 열차 열차는 865명의 승객을 수용할 수 있으며, 교체 전에 사용된 6량 C 차량(C Stock) 열차가 739명을 수용한 것과 비교되었다. S 열차의 길이는 384 피트 (117 m)로, 기존 C 열차의 305-피트 (93 m)보다 79 피트 (24 m) 더 길어졌다. 이에 따라 역 승상장 길이도 길어졌다. 더 나은 성능을 제공하고 열차가 회생 제동을 통해 네트워크로 더 많은 에너지를 반환 할 수 있도록 수송 전압을 현재 공칭인 630 V에서 750 V로 증가시킬 계획이다.

## 차량 기지
이 노선의 차량 기지는 해머스미스에 있는데, 그레이트 웨스턴 철도에 의해 건설되어 20세기 초에 철도가 통근했을 때 메트로폴리탄 철도로 운행되었던, 구 해머스미스 역 가까이에 있다. 바킹의 대피선과 하이스트리트 켄싱턴(High Street Kensington) 인근 (삼각 대피선)에서 한밤중에 열차를 회송한다. 패링던의 대피선은 C stock 시대에 사용되었으나, 새로운 S stock 열차의 길이가 길어 더 이상 사용하지 않는다.

## 개선 프로그램
S 차량(S Stock) 열차의 도입과 함께, 서클 및 해머스미스 & 시티 선의 혼잡 시간 용량을 2018년 말까지 65% 증가시킬 계획인 프로그램에서, 선로와 전기 공급 및 신호 시스템을 개선하고 있다. 해머스미스에 지하철에 대한 단일 제어실을 설치하고 1940년대에 설치된 신호 장비를 자동 열차 제어(ATC) 시스템으로 대체 할 예정이다. 2018년 개통을 계획하고 있는 크로스-런던 크로스레일 라인(Cross-London Crossrail line)은 패딩턴(Paddington)과 화이트채플(Whitechapel) 간의 밀집을 줄여 줄 것으로 예상된다.

## 역 목록
| 역명                                              | 사진 | 개업일자         | 특이 사항 | 위치                                                              |
| ------------------------------------------------- | --- | ---------------- | --- | ----------------------------------------------------------------- |
| 해머스미스 Hammersmith                            | A brown-bricked building with a rectangular, blue sign reading "HAMMERSMITH STATION" in white letters all under a grey sky | 1864년 6월 13일  | 현재의 역사는 1868년 12월 1일에 이전하였다. | 북위 51° 29′ 39″ 서경 000° 13′ 30″ / 북위 51.49417° 서경 0.22500° |
| 골드호크 로드 Goldhawk Road                       | An entrance under a railway brick viaduct with a blue sign reading "GOLDHAWK ROAD STATION" in white letters and two women walking in front all under a grey sky | 1914년 4월 1일   | | 북위 51° 30′ 07″ 서경 000° 13′ 37″ / 북위 51.50194° 서경 0.22694° |
| 셰퍼즈 부시 마켓 Shepherd's Bush Market           | A railway on a brick viaduct crosses a road on a steel bridge, with an entrance below a blue sign reading "SHEPHERD'S BUSH MARKET STATION" in white letters | 1864년 6월 13일  | 현재의 역사는 1914년 4월 1일에 이전하였다. 기존의 ”셰퍼즈 부시(Shepherd's Bush)”에서 2008년에 현재의 이름이 되었다. | 북위 51° 30′ 21″ 서경 000° 13′ 35″ / 북위 51.50583° 서경 0.22639° |
| 우드 레인 Wood Lane                               | A silver metal and glass building with a blue sign with "WOOD LANE STATION" in white letters | 2008년 10월 12일 | [ 49 ] | 북위 51° 30′ 35″ 서경 000° 13′ 27″ / 북위 51.50972° 서경 0.22417° |
| 라티머 로드 Latimer Road                          | A railway on a brick viaduct crosses a road, an entrance in the brickwork below a sign reading "LATIMER ROAD STATION" | 1868년 12월 16일 | 2011년 1월 17일부터 8월 1일까지 개보수 및 연장 공사를 위해 영업을 일시 중단했다. | 북위 51° 30′ 50″ 서경 000° 13′ 02″ / 북위 51.51389° 서경 0.21722° |
| 라드브로크 그로브 Ladbroke Grove                  | A brick building with an entrance below a sign reading "LADBROKE GROVE STATION". Three people are in a group outside the entrance | 1864년 6월 13일  | 개업 당시 노팅힐(Notting Hill) 이었고, 1880년에 노팅힐 & 라드브로크 그로브(Ladbroke Grove), 1919년에 라드브로크 그로브(노스켄싱턴)/Ladbroke Grove (North Kensington), 1938년에 현재의 이름이 되었다.                                                                                          | 북위 51° 31′ 02″ 서경 000° 12′ 38″ / 북위 51.51722° 서경 0.21056° |
| 웨스트본 파크 Westbourne Park                     | A dirty, white-bricked building with a rectangular, dark blue sign reading "WESTBOURNE PARK STATION" in white letters all under a blue sky | 1866년 2월 1일   | 1871년 11월 1일에 현재의 역사로 이동, 1992년까지 그레이트웨스턴 본선 역으로 이용되었다. | 북위 51° 31′ 16″ 서경 000° 12′ 04″ / 북위 51.52111° 서경 0.20111° |
| 로열 오크 Royal Oak                               | A brown-bricked building with a rectangular, dark blue sign reading "ROYAL OAK STATION" in white letters all under a light blue sky | 1871년 10월 30일 | 1934년까지 그레이트웨스턴 본선 역으로 이용되었다. | 북위 51° 31′ 09″ 서경 000° 11′ 17″ / 북위 51.51917° 서경 0.18806° |
| 패딩턴 Paddington                                 | A platform with several people waiting for a train. A white square sign has a London Underground roundel with "PADDINGTON" in the centre. To the right there is a track with fourth track electrification and on an adjacent track a blue multiple unit train with red doors waits. | 1863년 1월 10일  | 개업 당시 패딩턴(비숍 로드)/Paddington (Bishop's Road), 1948년에 개명. 베이컬루,디스트릭트,패딩턴 본선역으로 환승가능. | 북위 51° 31′ 07″ 서경 000° 10′ 46″ / 북위 51.51861° 서경 0.17944° |
| 에지웨어 로드 Edgware Road                        | A tan-coloured building with brown-framed windows and a sign reading "METROPOLITAN EDGWARE ROAD STATION RAILWAY" in brown letters | 1863년 1월 10일  | 디스트릭트 및 서클선으로 환승가능. | 북위 51° 31′ 12″ 서경 000° 10′ 04″ / 북위 51.52000° 서경 0.16778° |
| 베이커 스트리트 Baker Street                      | A street filled with people in front of a light grey building that has variously coloured signs protruding from it stating a variety of different things | 1863년 1월 10일  | 베이컬루, 주빌리, 메트로폴리탄선으로 환승가능. | 북위 51° 31′ 19″ 서경 000° 09′ 25″ / 북위 51.52194° 서경 0.15694° |
| 그레이트포틀랜드 스트리트 Great Portland Street   | A beige-bricked building with a blue sign reading "GREAT PORTLAND STREET STATION" in white letters all under a blue sky with white clouds | 1863년 1월 10일  | 개업 당시 포틀랜드 로드(Portland Road), 1917년에 현재의 이름으로 개명. 1923~33년에 잠시 그레이트포틀랜드 스트리트 & 리젠츠 파크(Great Portland Street & Regent's Park)란 이름으로 사용되었다.                                                                                                 | 북위 51° 31′ 26″ 서경 000° 08′ 38″ / 북위 51.52389° 서경 0.14389° |
| 유스턴 스퀘어 Euston Square                       | A building covered in windows with a blue sign reading "EUSTON SQUARE STATION" in white letters all under a blue sky with white clouds | 1863년 1월 10일  | 개통 당시 고어 스트리트(Gower Street) 였으며, 1909년에 개명. 유스턴 본선역으로 환승가능. | 북위 51° 31′ 33″ 서경 000° 08′ 09″ / 북위 51.52583° 서경 0.13583° |
| 킹스크로스 세인트판크라스 King's Cross St Pancras | Beneath a blue sign reading "KING'S CROSS ST. PANCRAS UNDERGROUND STATION several people exit from an entrance leading to steps down. To the right there are silver doors under a sign reading "Lift". The sky is overcast, above the entrance is a dark blue temporary building | 1863년 1월 10일  | 개통 당시 킹스크로스(King's Cross), 1925년에 킹스크로스&세인트판크라스(King's Cross & St. Pancras)로, 1933년에 현재의 킹스크로스 세인트판크라스(King's Cross St. Pancras)로 개명. 1941년에 현재의 역사로 이전. 노던, 피카딜리, 빅토리아선과 세인트판크라스역 및 런던 킹스크로스역과 환승가능. | 북위 51° 31′ 49″ 서경 000° 07′ 27″ / 북위 51.53028° 서경 0.12417° |
| 패링던역 Farringdon                               | A street view of a pale stone two storey building. Across the top of the building signs read "FARRINGDON & HIGH HOLBORN STATION" and "METROPOLITAN RAILWAY" in gold colour lettering. At ground level a canopy extends into the street around a blue sign reads "FARRINGDON STATION" with the London Underground roundel and National Rail symbols, and just above an entrance is a gold lettering reading "ENTRANCE". Either side of the entrance are shops, bicycles are in bicycle stands and people are walking on the pavement in front of the building | 1863년 1월 10일  | 개통 당시 패링던 스트리트(Farringdon Street), 1865년에 현재의 역사로 이전, 1922년에 패링던 & 하이홀본(Farringdon & High Holborn), 1936년에 현재의 이름으로 개명. 탬스링크 서비스와 환승가능.                                                                                                  | 북위 51° 31′ 12″ 서경 000° 06′ 19″ / 북위 51.52000° 서경 0.10528° |
| 바비칸 Barbican                                   | Across a road with a London taxi and a car is an entrance. This has people standing in it and above is a blue rectangular sign reading "BARBICAN STATION" in white and above this is a bridge linking the building | 1865년 12월 23일 | 개통 당시 앨더스게이트 스트리트(Aldersgate Street), 1910년에 앨더스게이트(Aldersgate), 1923년에 앨더스게이트&바비칸(Aldersgate & Barbican), 1968년에 현재의 이름으로 개명. | 북위 51° 31′ 13″ 서경 000° 05′ 52″ / 북위 51.52028° 서경 0.09778° |
| 무어게이트 Moorgate                               | Across a street and behind black bollards is a brick building of at least two storeys. The ground floor is stone coloured and two people are standing in a dark entrance beneath a blue rectangular sign reading "MOORGATE STATION" in white. Above this, attached to be wall at 90 degrees is a white rectangular sign with the National Rail logo and London Underground roundel. Above this, below three windows, blue lettering reads "MOORGATE STATION"                                                                                                 | 1865년 12월 23일 | 개통 당시 무어게이트 스트리트(Moorgate Street), 1924년에 개명. 노던선과 본선으로 환승 가능. | 북위 51° 31′ 07″ 서경 000° 05′ 19″ / 북위 51.51861° 서경 0.08861° |
| 리버풀 스트리트 Liverpool Street                  | The end of a brick building with arched windows and sloping roofs lies between two towers with steeples. In front of this is a white metal and glass structure. People are standing and walking in the street in front. | 1875년 7월 11일  | 1875년 2월부터 7월까지 기차는 본선 기차역에서 승강장을 사용했다. 센트럴, 서클선, 리버풀 스트리트 본선 역으로 환승 가능. | 북위 51° 31′ 04″ 서경 000° 04′ 59″ / 북위 51.51778° 서경 0.08306° |
| 알드게이트 이스트 Aldgate East                    | In the middle of building works a glass doors show banisters leading down beneath a sign reading "ALDGATE EAST STATION", this beneath a canopy supported on four girders. | 1884년 10월 6일  | 디스트릭트선으로 환승 가능. 1938년에 현재의 역사로 이전. | 북위 51° 30′ 55″ 서경 000° 04′ 20″ / 북위 51.51528° 서경 0.07222° |
| 화이트채플 Whitechapel                            | Two entrances on the ground floor of what looks like a terraced house between a shop with green sign reading "Fresh" and a building with a sign reading "Lecture Hall" above a door | 1884년 10월 6일  | 런던 오버그라운드 서비스로 환승 가능. 개통 당시 화이트채플(마일 엔드)/Whitechapel (Mile End), 1901년에 개명. 메트로폴리탄 서비스는 1906년에 시작되어, 1913~36년에 중단되었다. | 북위 51° 31′ 08″ 서경 000° 03′ 40″ / 북위 51.51889° 서경 0.06111° |
| 스텝니 그린 Stepney Green                         | A brick building under a slate roof with a pale front; two arched doorways on the left and four arched windows to the right, above which a rectangular, dark blue sign reading "STEPNEY GREEN STATION" in white letters | 1902년 6월 23일  | 메트로폴리탄 서비스는 1941년에 시작되었다. | 북위 51° 31′ 19″ 서경 000° 02′ 47″ / 북위 51.52194° 서경 0.04639° |
| 마일 엔드 Mile End                                | A grey-bricked building with a rectangular, dark blue sign reading "MILE END STATION" in white letters all under a light blue sky with white clouds | 1902년 6월 2일   | 센트럴선과 교차 승강장으로 환승. 메트로폴리탄 서비스는 1936년에 시작되었다. | 북위 51° 31′ 30″ 서경 000° 01′ 59″ / 북위 51.52500° 서경 0.03306° |
| 보우 로드 Bow Road                                | A red-bricked building with a blue sign reading "BOW ROAD STATION" in white letters and a tree in the foreground all under a blue sky with white clouds | 1902년 6월 11일  | 1876년에 본선 역으로 개업, 1892년에 이전. 메트로폴리탄 서비스는 1936년에 시작, 본선 역은 1947년에 폐역. | 북위 51° 31′ 38″ 서경 000° 01′ 29″ / 북위 51.52722° 서경 0.02472° |
| 브롬리바이보우 Bromley-by-Bow                     | A squat bricked building behind a concrete wall with a dark blue sign reading "BROMLEY-BY-BOW STATION" in white letters | 1902년 6월 2일   | 1894년 본선 역으로 개업, 개업 당시 브롬리(Bromley), 메트로폴리탄 서비스는 1936년에 시작하여 1940년에 폐쇄, 1967년에 현재의 이름으로 개명. | 북위 51° 31′ 26″ 서경 000° 00′ 41″ / 북위 51.52389° 서경 0.01139° |
| 웨스트햄 West Ham                                 | A brown-bricked building with a large, grey sign reading "WEST HAM" in white letters and four people in front all under a light grey sky | 1902년 6월 2일   | 주빌리선, 도클랜즈 경전철, c2c 서비스로 환승 가능. 1901년에 본선 역으로 개업, 1924~69년에 웨스트햄(마너 로드)/West Ham (Manor Road) 란 이름을 사용. 메트로폴리탄 서비스는 1941년에 시작, 1994년 본선 역을 폐쇄.                                                                               | 북위 51° 31′ 41″ 동경 000° 00′ 14″ / 북위 51.52806° 동경 0.00389° |
| 플래이스토우 Plaistow                             | A red bricked cube shaped building with a rectangular, dark blue sign reading "PLAISTOW STATION" in white letters and people walking on the pavement in front | 1902년 6월 2일   | 1858년 본선 역으로 개업. 메트로폴리탄 서비스는 1936년에 시작되었다. | 북위 51° 31′ 53″ 동경 000° 01′ 02″ / 북위 51.53139° 동경 0.01722° |
| 업톤 파크 Upton Park                              | A red-and-brown bricked building with a rectangular, dark blue sign reading "UPTON PARK STATION" in white letters all under a light blue sky | 1902년 6월 2일   | 1877년 본선 역으로 개업. 메트로폴리탄 서비스는 1936년에 시작되었다. | 북위 51° 32′ 06″ 동경 000° 02′ 04″ / 북위 51.53500° 동경 0.03444° |
| 이스트햄 East Ham                                 | A red- and brown-bricked building with a blue sign reading "EAST HAM STATION" in white letters and people walking in front all under a white sky | 1902년 7월 2일   | 1858년 본선 역으로 개업. 메트로폴리탄 서비스는 1936년에 시작되었다. | 북위 51° 32′ 20″ 동경 000° 03′ 06″ / 북위 51.53889° 동경 0.05167° |
| 바킹 Barking                                      | A glass and steel building with a canopy, a row of shops at ground level. There is a bus waiting at a bus stop in front of the building, and cars waiting with people. A sign above an entrance readings "Barking" with symbols for National Rail and London Underground. | 1902년 6월 2일   | 업민스터에서 c2c, 런던 오버그라운드, 디스트릭트선으로 환승 가능. 1854년에 본선으로서 개업. 1905~8년에 디스트릭트 철도 서비스 철회. 메트로폴리탄 서비스는 1936년에 시작. | 북위 51° 32′ 21″ 동경 000° 04′ 54″ / 북위 51.53917° 동경 0.08167° |

### 주해
1. ↑  서클 및 해머스미스 & 시티 선의 조합된 수치
2. ↑  1872년 8월, 애디슨 로드 서비스는 디스트릭트 철도를 통해 얼스코트(Earl's Court)와 맨션 하우스(Mansion House)로 확장되었을 때 중간부 순환선(Middle Circle)이 되었다. 7월 1일부터 1900년까지 얼스코트-알드게이트 간의 운행을 중단하여 1905년 1월 철수했다.[11]
3. ↑  Position: 북위 51° 29′ 52″ 서경 000° 13′ 31″ / 북위 51.49778°  서경 0.22528°
4. ↑  Leboff (1994, 152쪽) adds that the station opened as 'Westbourne Park & Kensal Green' and was served from the outset by the GWR, whereas Butt (1995, 244쪽) gives the GWR serving from 1871.

### 인용문
1. 1 2 3 4  “Hammersmith & City line: Key Facts”. Transport for London. 2012년 11월 28일에 확인함.
2. ↑  “London Underground Key Facts”. Transport for London. 2008년 5월 21일에 확인함.
3. 1 2  “Performance: LU Performance Data Almanac”. Transport for London. 2011–2012. 2013년 1월 17일에 확인함.
4. ↑  Green 1987, 3–5쪽.
5. ↑  Edwards, Dennis; Pigram, Ron (1988). 《The Golden Years of the Metropolitan Railway and the Metro-land Dream》. Bloomsbury. 32쪽. ISBN 1-870630-11-4.
6. ↑  Wolmar 2004, 66–67쪽.
7. 1 2  Jackson 1986, 38쪽.
8. 1 2  Jackson 1986, 38–39쪽.
9. 1 2 3 4 5 6 7 8 9 10 11 12 13 14 15 16 17 18 19 20 21 22 23 24 25 26 27 28 29  Rose 2007.
10. 1 2  Jackson 1986, 39–40쪽.
11. ↑  Bruce 1983, 11쪽.
12. ↑  Green 1987, 11쪽.
13. ↑  Jackson 1986, 69–71쪽.
14. ↑  Jackson 1986, 109쪽.
15. ↑  Horne 2006, 28–29쪽.
16. ↑  Jackson 1986, 224, 349쪽.
17. ↑  Jackson 1986, 237쪽.
18. 1 2  Horne 2003, 65쪽.
19. ↑  Bruce 1983, 93쪽.
20. ↑  Horne 2006, 73쪽.
21. ↑  Bruce 1983, 95쪽.
22. ↑  Bruce 1983, 114쪽.
23. ↑  Croome, Desmond F.; Jackson, Alan Arthur (1993). 《Rails Through the Clay: A History of London's Tube Railways》. Capital Transport. 468쪽. ISBN 978-1-85414-151-4.
24. ↑  “London Underground map 1990”. 《The London Tube map archive》. 2012년 11월 21일에 확인함.
25. ↑  “PPP Performance Report” (PDF). Transport for London. 2009–2010. 7–8쪽. 2012년 3월 7일에 확인함.
26. ↑  “Review of the new SSR service pattern introduced in December 2009” (PDF). Transport for London. 2011년 2월 8일. 2, 8쪽. 2012년 12월 31일에 확인함.
27. ↑  Johnson, Marc (2012년 12월 13일). “First S Stock train runs on Hammersmith & City line”. 《Rail.co》. 2012년 12월 30일에 확인함.
28. ↑  Hendy, Peter (December 2013). “Commissioner's Report” (PDF). Transport for London. 5쪽. 2013년 12월 21일에 확인함.
29. ↑  Bull, John; Moore, George (2012년 7월 9일). “In Pictures: The S7 Stock In Passenger Service”. 《London Reconnections》. 2012년 7월 16일에 확인함.
30. ↑  “Commissioner's Report” (PDF). Transport for London. 2014년 3월 26일. 3–4쪽. 2014년 4월 2일에 확인함.
31. 1 2 3 4 5  “Detailed London Transport Map”. 《carto.metro.free.fr》. 2012년 11월 23일에 확인함.
32. ↑  Martin, Andrew (2012년 4월 26일). 《Underground, Overground: A Passenger's History of the Tube》. Profile Books. 137–138쪽. ISBN 978-1-84765-807-4. 2012년 12월 7일에 확인함.
33. ↑  Jackson 1986, 48쪽.
34. ↑  “Hammersmith to Barking Hammersmith & City line timetable”. Transport for London. 2012년 12월 9일에 확인함. In the Tube timetable - Tube station box select "Hammersmith (H&C Line)" and press Get Timetable. Select Hammersmith & City line Barking timetable and then view timetable.
35. ↑  “Standard Tube Map” (PDF). Transport for London. 2012년 12월 8일에 확인함.
36. 1 2  “Metro — London, United Kingdom”. Bombardier. 2011년 1월 27일에 확인함.
37. ↑  “Transforming the Tube” (PDF). Transport for London. July 2008. 2009년 5월 28일에 확인함.
38. ↑  “Rolling Stock: C Stock”. Transport for London. 2012년 11월 25일에 확인함.
39. 1 2  “Rolling Stock: S stock”. Transport for London. 2012년 1월 10일에 확인함.
40. ↑  “'S' stock making its mark”. 《Modern Railways》 (London). December 2010. 46면.
41. ↑  Jackson 1986, 185쪽.
42. ↑  “Upgrade plan (leaflet)” (PDF). Transport for London. February 2013. 10쪽. 2013년 3월 2일에 확인함.
43. 1 2  Abbott, James. “Sub-surface renewal”. 《Modern Railways》 (January 2013): 38–41.
44. ↑  “Hammersmith & City line Upgrade Plan”. Transport for London. 2012년 12월 8일에 확인함.
45. ↑  Stewart, Rob. “Cityflo 650 to control the SSR”. 《Modern Railways》 (January 2013): 42–43.
46. ↑  “A World-Class new railway for London and the South-East”. Crossrail. 2013년 2월 6일에 확인함.
47. ↑  “Crossrail business case - Summary Report”. Crossrail. July 2010. 6쪽. 2013년 2월 6일에 확인함.
48. ↑  “Modernisation complete as Shepherd's Bush Tube station re-opens” (보도 자료). Transport for London. 2008년 10월 7일. 2013년 2월 6일에 확인함.
49. ↑  “New Wood Lane Underground station opens” (보도 자료). Transport for London. 2008년 10월 14일. 2012년 12월 8일에 확인함.
50. ↑  “Latimer Road station to close for three months for engineering works” (보도 자료). Transport for London. 2011년 1월 14일. 2013년 2월 7일에 확인함.
51. ↑  Butt 1995, 244쪽.
52. ↑  Leboff 1994, 152쪽.
53. ↑  Leboff 1994, 116쪽.
54. ↑  Jackson 1986, 70쪽.
55. 1 2  Butt 1995, 41쪽.
56. ↑  Butt 1995, 45쪽.
57. ↑  Butt 1995, 245쪽.
58. ↑  Butt 1995, 186쪽.
59. ↑  Butt 1995, 238쪽.
60. ↑  Butt 1995, 88쪽.
61. ↑  Butt 1995, 27쪽.

### 참고 문헌
- Bruce, J Graeme (1983). 《Steam to Silver. A history of London Transport Surface Rolling Stock》. Capital Transport. ISBN 0-904711-45-5.
- Butt, R. V. J. (1995). 《The Directory of Railway Stations: details every public and private passenger station, halt, platform and stopping place, past and present》 1판. Patrick Stephens Ltd. ISBN 1-85260-508-1.
- Green, Oliver (1987). 《The London Underground: An illustrated history》. Ian Allan. ISBN 0-7110-1720-4.
- Horne, Mike (2003). 《The Metropolitan Line》. Capital Transport. ISBN 1-85414-275-5.
- Horne, Mike (2006). 《The District Line》. Capital Transport. ISBN 1-85414-292-5.
- Jackson, Alan (1986). 《London's Metropolitan Railway》. David & Charles. ISBN 0-7153-8839-8.
- Leboff, David (1994). 《London Underground Stations》. Ian Allan. ISBN 978-0-7110-2226-3.
- Rose, Douglas (December 2007) [1980]. 《The London Underground: A Diagrammatic History》 8판. Capital Transport. ISBN 978-1-85414-315-0.
- Wolmar, Christian (2004). 《The Subterranean Railway: how the London Underground was built and how it changed the city forever》. Atlantic. ISBN 1-84354-023-1.

## 추가 자료
- 《London Railway Map》. Quail Maps. 2001. ISBN 978-1-898319-54-2.
- Yonge, John (November 2008) [1994].  Jacobs, Gerald, 편집. 《5: Southern & TfL》. Railway Track Diagrams 3판. Bradford on Avon: Trackmaps. ISBN 978-0-9549866-4-3.